# Фільзен
Фільзен (нім. Filsen) — громада в Німеччині, розташована в землі Рейнланд-Пфальц. Входить до складу району Рейн-Лан. Складова частина об'єднання громад Лорелай.
Площа — 1,88 км2. Населення становить 656 ос. (станом на 31 грудня 2020).